# 오차드로드

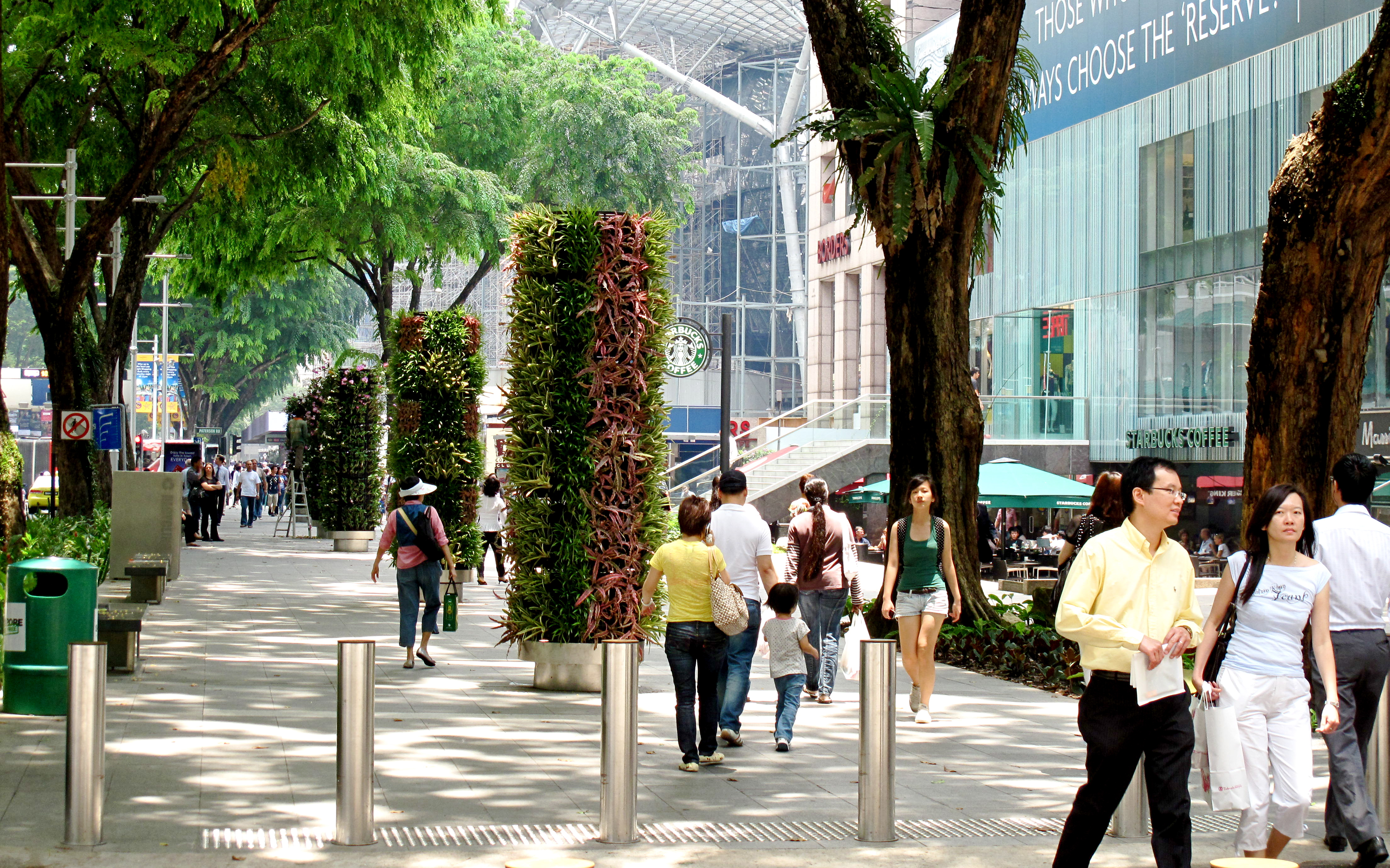

오차드로드(영어: Orchard Road)는 싱가포르에 위치하고 있는 관광지이다. 그러나 이 지역은 싱가포르의 대표적인 번화가로 널리 알려져 왔다.